# Nadesan Ganesan
Nadesan Ganesan (31 oktober 1932 – Singapore, 1 juli 2015) was een Singaporees sportbestuurder en advocaat. Hij was voorzitter van de Singaporese voetbalbond (FAS) tussen 1974 en 1981. Tevens was hij juridisch adviseur van het uitvoerend comité van de AFC, de Aziatische voetbalbond, tussen 1998-2002 en 2002-2006. In 1978 kreeg hij de onderscheiding Pingat Bakti Masyarakat omwille van zijn diensten voor het voetbal in Singapore.
Als voorzitter van de FAS benoemde hij, kort na zijn aanstelling als voorzitter, Choo Seng Quee als nieuwe bondscoach voor het Singaporees voetbalelftal. Choo leidde Singapore naar het winnen van de Maleisische voetbalbeker in 1977, na 12 jaar zonder prijs. Ganesan hervormde ook de nationale voetbalcompetitie, waarin hij het aantal teams terugbracht van 118 naar 30.
Sinds 2011 zat Ganesan na een beroerte in een rolstoel en leed hij aan een spraakgebrek.